# Малюца Іван
Іван Малюца (псевдо: Граб, Емір, Крук, Лис Микита, Чорний; 21 квітня 1909, с. Токи, Підволочиський район, Тернопільська область⁣ — ⁣1942, Росія) — учасник українського національно-визвольного руху.

## Життєпис
Народився 21 квітня 1909 у селі Токи (тепер Підволочиський район Тернопільська область) у сім'ї о. Івана й Олени Чемеринської.
Пластун розвідчик 28 куреня ім. Д. Байди Вишневецького, гурток «Оса» (Тернопіль); 2 курінь УУСП ім. І. Богуна; курінний 11 куреня УУСП «Подільський» (Львів), член Команди УУСП (секретар, референт праці).
Закінчив Тернопільську гімназію. Член Українського Студентського Спортового Клюбу. Організаційний референт Крайової Екзекутиви ОУН Західних Українських Земель (1933—1934).
У 1932 р. як організаційний референт крайової екзекутиви (КЕ) ОУН встановив контакт з Володимиром Робітницьким. Наслідком цього стало створення в Адамкові пункту розповсюдження (кольпортажу) видань ОУН на Волині.
Навчався у Львівській політехніці.
Організатор атентату Северина Мади на шкільного куратора Ґадомського.
В 1934 році брав участь в організації атентату на Броніслава Перацького — міністра внутрішніх справ Польщі, провідника політики пацифікації українців: пересилав гроші технічному організатору атентату Миколі Лебедю під час його перебування у Варшаві, опісля приготував для виконавця акції Григорія Мацейка місця для переховування. За участь в організації атентату на Перацького був заарештований разом з іншими організаторами та осуджений у Варшавському судовому процесі до 12 років ув'язнення.
Зламався під час слідства і виказав організаційні таємниці на Варшавському процесі. Покаявся за свою поведінку на Львівському процесі.
Вийшов на волю на початку Другої світової війни. Мобілізований до німецької армії, загинув як перекладач на фронті під Сталінградом.